# Rohrer-nyereg
A Rohrer-nyereg, németül: Rohrer Sattel, egy 864 m magasan fekvő, közúton járható hegyi hágó Alsó-Ausztria délnyugati részén, az Északi-Mészkőalpok keleti kifutásához tartozó Gutensteini-Alpokban. Elválasztja a nyugati Mausgraben patakvölgyet a keleti Piesting folyóvölgytől. A rajta áthaladó B-21 számú szövetségi főút összeköti nyugaton Rohr im Gebirge és keleten Gutenstein városait. A hágó útja egész évben járható, menetrendszerű helyközi autóbusz is közlekedik rajta.

## Fekvése
A Rohrer-nyereg Alsó-Ausztria Bécsújhelyvidéki járásának területén, az Elő-Alpok (Voralpen) hegyvidékén, a Gutensteini-Alpok hegycsoportban található. A hágótető tengerszint feletti magassága 864 méter. Összeköti egymással a nyugatra néző Mausgraben-völgyet a keletre néző Piesting-völggyel. A hágó útja összeköti a nyugati völgyben fekvő Rohr im Gebirge települést a keleti oldalon fekvő Gutensteinnel.
A Rohrer-nyereg a legalacsonyabban fekvő átjáró az őt közrefogó hegyek, északon a Rohrer Berg (980 m) és Haberkogel (1041 m), délnyugaton a Hochkogel (974 m) között. Dél felé, a Hochkogel túloldalán alternatív átkelési lehetőség a Schwarza folyó völgye és a Schneeberg hegytömbje felé a Klostertaler-hágó (Klostertaler Gscheid). A Rohrer-nyeregtől északra, a Rohrer Berg és a Haberkogel között húzódik a Haselrast („Mogyoróbokor-pihenő”) nevű régi, keskeny, nehezen járható közúti átjáró (778 m), mely a Rohrer-nyereg útjának kiépülése óta már csak gyenge helyi forgalmat bonyolít.
A hágó vízválasztót képez, nyugaton a Schwarza folyó, keleten a Piesting folyó vízgyűjtő területei között. A hágóból nyugat felé levezető völgy és a benne folyó patak hivatalos neve Mausgraben („Egér-árok”), de a helybeliek Zellenbach-nak („Cella-pataknak”) nevezik. Ez a Rohrer-nyeregben ered és a Schwarza folyóba torkollik. Korábban úgy tartották, maga a Schwarza folyó ered a Rohrer-nyeregben, de ma a Mausgraben (Zellenbach) patakot külön vízfolyásként, a Schwarza mellékvizeként kezelik.
A keleti irányban lefelé folyó patak neve szintén Zellenbach. Ennek forrása a Rohrer-nyereg mellett, az északról betorkolló Grieß-völgy (Grießtal) és Reischer-árok (Reischergraben) találkozásánál van. A két azonos nevű patak megkülönböztetésére a nyugatit (hivatalos nevén Mausgrabent) Rohrer Zellenbach-nak nevezik, a keletit Gutensteiner Zellenbach-nak, a patakvölgyekben fekvő települések nevével kiegészítve. A keleti (Gutensteiner) Zellenbach a Piesting folyóba torkollik. Megjegyzendő, hogy a Schwarza folyó a Lajtába torkollik, a Piesting a Fischa folyóba, de végül mindkettő a Dunában egyesül.

## Földrajzi nevekről
A Zelle (cella) név eredete ismeretlen. Egy magyarázat szerint a középkorban remetelak, szerzetesi szállás állhatott a hágóban. Ezt valószínűsíti, hogy magát a Rohrer-nyerget is – mely a Mariazell felé igyekvő zarándokok egyik útvonalán fekszik – a középkorban még „Cella-nyeregnek” (Zellensattel) nevezték. A Schwarza folyó felső völgye (a hágótól nyugatra) a 12. században a hágótól keletre fekvő Gutenstein uradalomhoz tartozott, a Bécsújhely felől érkező, Mariazellbe tartó zarándokok és málhás szállítók innen indultak a hágók felé. Mai nevét Rohr településről kapta.
Az Alpokban gyakori, hogy egy hágó két oldalán, két irányba széttartó völgyeket és/vagy patakokat egyformán hívják. Az ilyen neveket igen régi eredetűeknek tartják. Ilyen pl. a két Wipp-völgy (Wipptal) a Brenner-hágó mindkét oldalán, vagy a két Tauern-patak, a Magas-Tauern és a Felber Tauern két oldalán, vagy a Puster-völgy nyugatra és keletre lejtő szakaszai (a Rienz és a Dráva völgyei).

## Közlekedése
A Rohrer-nyergen áthaladó erdei utat az 1960-as években kiépítették, leaszfaltozták, nyomvonalát korszerű kétirányú közúti közlekedésre alkalmassá tették. Ezt megelőzően a gyenge közúti forgalom a kb. 100 méterrel alacsonyabb, de szűk, meredek és nehezen járható Haselrast hágón át zajlott. Jelenleg a Rohrer-hágón a B-21 szövetségi főútvonal Gutensteinr Straße) halad át. Legnagyobb emelkedése 8%-os.
A B-21. sz. út a Rohrer-nyeregtől nyugat felé Rohr im Gebirge településre, innen a Schwarza folyó völgyébe  ereszkedik, majd az Och-nyergen és a Kernhofer-hágón át tovább a stájerországi Mariazellbe vezet. A B-21. út a Rohrer-nyeregtől kelet felé Gutensteinen át a Piesting folyó völgyében, a Dürre Wand és Hohe Wand tömbjeinek északi lába mentén halad. Markt Piestingnél kijut a Steinfeld síkságra, Bécsújhelynél rácsatlakozik az A2-es autópályára és a B-17. számú főútra.

## További információ
- Rohrer Sattel. alpenpaesse.eu. (Hozzáférés: 2019. május 1.)
- Rohrer Sattel. quaeldich.de. (Hozzáférés: 2019. május 1.)
- Rohrer Sattel Austria/Niederösterreich (kerékpáros info). cyclingcols.com/. (Hozzáférés: 2019. május 1.)
- BEV – Bundesamt für Eich- und Vermessungswesen. BEV-Karte 4206-West, Kleinzell 1:25.000. Wanderkarte (turistatérkép).. EAN 9007868063179 (2014). Hozzáférés ideje: 2017. március 13.